# دوغ ميلوارد
دوغ ميلوارد (بالإنجليزية: Doug Millward)‏ هو مدرب كرة قدم ولاعب كرة قدم بريطاني في مركز الهجوم، ولد في 10 يوليو 1931 في شفيلد في المملكة المتحدة، وتوفي في 23 أكتوبر 2000 في بالتيمور في الولايات المتحدة. لعب مع إيبسويتش تاون ونادي بول تاون ونادي دونكاستر روفرز ونادي ساوثهامبتون.